# Fontanelle (Vèneto)
Fontanelle (vènet: Fontanełe) és un poble i municipi italià situat a la província de Treviso i la regió del Vèneto. L'any 2021 tenia 5.652 habitants.